# جون كارتر (مونتير)
جون كارتر (بالإنجليزية: John Carter)‏ هو مونتير أمريكي، ولد في 22 سبتمبر 1922 في نيوآرك في الولايات المتحدة، وتوفي في 13 أغسطس 2018 في وايت بلينس في الولايات المتحدة.

## وصلات خارجية
- جون كارتر على موقع IMDb (الإنجليزية)
- جون كارتر على موقع قاعدة بيانات الفيلم (الإنجليزية)